# Mundo da Lua
Mundo da Lua  é um seriado brasileiro produzido e exibido pela TV Cultura, criado por Flávio de Souza e protagonizado por Luciano Amaral, mostrado originalmente entre 6 de outubro de 1991 e 27 de setembro de 1992, totalizando 52 episódios. Em Portugal, foi exibido em 1996 na RTP2.  Criada e escrita por Flávio de Souza, com roteiros de Anna Muylaert, Beth Carmona, Cláudia Dalla Verde, Fernanda Pompeo, Fernando Bonassi, Marcos Weinstock, Ricardo Gouveia, Roberto Vignati e Tatiana Belinky. O piloto foi dirigido por Marcos Weinstock, sendo que o restante da temporada teve a direção de Roberto Vignati.

## Produção
Mundo da Lua foi gravado entre maio de 1991 e julho de 1992. Era exibido originalmente aos domingos. Ainda em 1991, o seriado passou a ser transmitido também durante a semana, reprisando episódios exibidos do programa. A transmissão do seriado perdurou por vários anos na TV Cultura, sendo um campeão de sucesso e audiência da emissora nos anos 90. 
Foi exibido também na TV Globo, de segunda à sexta, às 08h, de 04 de janeiro de 1993 a 16 de abril de 1993. Também foi reprisado na TV Rá Tim Bum em vários horários. 
A casa que foi o palco das gravações, que foi o lugar emblemático da abertura, ainda existe e localiza-se entre os bairros de Pinheiros e Vila Madalena, em São Paulo.
Em 2020, a empresa Danone, por meio de sua marca Danoninho, lançou um episódio inédito de Mundo da Lua também protagonizado por Amaral, que contou com a ajuda de inteligência artificial para ter sua voz de criança recriada.
Foi reprisada pela TV Cultura de 18 de junho de 2024 a 15 de outubro de 2024 nas terças-feiras ás 19h30, como parte das comemorações dos 55 anos do relançamento do canal, em episódios remasterizados com a tecnologia 4K e no formato de imagem em 16:9, contando com a ajuda da inteligência artificial.

## Enredo
O seriado apresenta Lucas Silva e Silva, um garoto que ganha um gravador de seu avô paterno Orlando ao completar dez anos. Em meio aos problemas típicos da passagem da infância para a adolescência, Lucas cria no gravador histórias a partir de como gostaria que as coisas fossem. Ele vive na casa do avô com os pais, Rogério, professor que se desdobra para conseguir trabalhar em três empregos, e Carolina, que trabalha em uma boutique; a irmã mais velha, Juliana; e a empregada Rosa, que enquanto namora Marcelo, conversa com apresentador Ney Nunes em seu rádio.
A série mostra o retrato de uma família típica paulistana com a parte do pai de ascendência italiana, a parte da mãe de ascendência portuguesa e argentina, alguns parentes de ascendência japonesa e uma empregada nordestina da Paraíba.

## Elenco

### Principal
- Lucas Silva e Silva (Luciano Amaral) — Um garoto de dez anos que ganha um gravador de seu avô paterno, Orlando, e decide gravar as aventuras criadas em sua imaginação, sempre introduzidas com "Alô? Alô? Planeta Terra, Planeta Terra, Planeta Terra chamando. Esta é mais uma edição do diário de bordo de Lucas Silva & Silva falando diretamente do mundo da lua, onde tudo pode acontecer".
- Rogério Silva (Antônio Fagundes) — Pai de Lucas, professor e fotógrafo, Rogério está sempre correndo para conseguir sustentar a família com seu trabalho. Embora pareça um pouco rabugento pela alta carga de trabalho que carrega, é sempre um bom conselheiro para o filho.
- Carolina Silva e Silva (Mira Haar) — A mãe de Lucas, a qual sempre tenta equilibrar o trabalho e a vida doméstica para que consiga criar os filhos o mais próximo.
- Juliana Silva e Silva (Mayana Blum) — A irmã mais velha de Lucas, com a qual vive em guerra por diversos motivos, como a posse do controle da televisão e do rádio, as opiniões diferentes e o gostos opostos. Apesar disso, tenta proteger o irmão sempre que ele precisa e se mostra uma boa amiga nos momentos difíceis.
- Orlando Silva (Gianfrancesco Guarnieri) — Avô paterno de Lucas e pai de Rogério, sendo viúvo da falecida Dona Vitória. É o grande amigo de Lucas e seu maior confidente, sendo quem lhe deu o gravador, além de dividir o quarto com o neto.
- Rosa de Souza (Anna D'Lira) — Empregada doméstica da família, tendo origem nordestina. É atrapalhada, embora bastante criativa ao propor brincadeiras e soluções para as crianças. É viciada em escutar o rádio e conversa com o locutor Ney Nunes como se ele ouvisse-a.

### Elenco recorrente
Família Silva paterna
- Flávio de Souza - Eduardo Silva (Dudu) (tio) - É o filho caçula de Seu Orlando, que sempre se irrita com seu jeito solteirão e atrapalhado.
- Lucinha Lins - Roberta Silva e Kato (tia) - Filha de Seu Orlando, é casada com o engenheiro Fábio Kato e é mãe de Afonso e Conrado. É um pouco atrapalhada e adora o sobrinho e afilhado Lucas.
- Ken Kaneko - Fábio Hiroshi Kato (tio)/Kato-san (avô de Conrado e Afonso, episódio "Bonsai não é Banzai") - Fabio Kato é engenheiro, marido de Roberta e pai de Conrado e Afonso./ Kato-san é pai de Fábio Kato e mora no Japão.
- Élio Yamaushi - Conrado Silva Kato (primo) - Filho caçula de Roberta e Kato.
- Daniel Nozaki - Afonso Silva Kato (primo) - Filho mais velho de Roberta e Kato.

Família Silva materna
- Liana Duval - Ivone Silva (avó)  - É avó materna de Lucas, Juliana, Diego e Gisela. Mãe de Marli, Carolina e Juju. Apesar de não largar do pé de Carolina, não esconde sua preferência pela primogênita Marli, o que irrita Carolina.
- Etty Fraser - Iolanda Silva (tia-avó) - É irmã de Ivone. Expansiva e alegre, todos para ela são seus sobrinhos / sobrinhos-netos prediletos.
- Denise Fraga - Juliana Silva (Juju) (tia) - Filha caçula de Dona Ivone, é pianista de renome internacional. Mora na Nova Zelândia e algumas vezes envia cartões postais para a família Silva e Silva. Sua primeira e única aparição foi no episódio "As Três Irmãs": Ao visitar a família no Brasil, ela e Marli se reconciliaram após estarem brigadas por anos.
- Cristina Mutarelli - Marli Silva de Los Angeles (tia) - Filha mais velha de Dona Ivone, irmã de Carolina e Juju e mãe de Gisela e Diego. Apesar de ser a filha predileta de Ivone, ser casada com um dono de restaurante muito rico e morar numa casa com piscina e possui um carro com motorista particular, demostra ter ciúmes das irmãs algumas vezes. Apesar de ter um jeito excêntrico, ajuda a irmã quando necessário.
- Joyce Roma - Gisela Silva de Los Angeles (prima) - Filha de Marli, compartilha com Juliana e Daniela a predileção pela banda Big Bad Boys.
- Leonardo Haar de Souza - Diego Silva de Los Angeles (primo) - Filho de Marli e irmão de Gisela.

Outros
- Laura Cardoso - Dona Lila - Professora aposentada, é vizinha muito próxima da família e tem uma queda por Seu Orlando, que também tem pela vizinha. Após anos de magistério ainda corrige qualquer pessoa que fale ou escreva errado perto dela.
- Vanessa Labonia - Daniela - Amiga de Juliana, sempre frequenta a casa da família Silva e Silva para ouvir o Big Bad Boys com Juliana.
- Paulo Caruso - Fred (amigo de Lucas)
- Jaiminho - Beto (amigo de Lucas)
- Ivo Salvador - André (amigo de Lucas)
- Rodrigo Sanches - Edu (amigo de Lucas)
- Kléber Maia - João (amigo de Lucas) - O verdadeiro João sendo que no sonho de Lucas, o outro João era João Valentão.
- Dorvilles Pavarina - Ney Nunes - Locutor da Rádio Taperebá e apresentador do programa que leva seu nome. Sua voz é presença obrigatória no rádio de Rosa, que responde ao locutor como se ambos conversassem - o que causa a surpresa dos personagens em alguns momentos.

### Participações
- Silvio Galvão - Lobo Mau (episódio "Medo do Escuro")
- David Leandro Vaz - João Valentão (episódio que leva seu nome)
- Marta Duque Estrada - Mariana (episódios "Aeroporto 2001" e "Silva e Silva Super Star")
- Leonardo Fabrício - Albert Einstein Souza e Souza (episódio "O Primeiro da Classe")
- Érica Garcia Herrera - Catarina (episódio "Medo do Escuro")
- Santuzza Braga - Luana (episódio "Do Oiapoque ao Chuí")
- Edson Celulari - São Jorge (Guardião da Lua) (episódios "Viagem à Lua", "Hello, Monalisa" e "Onde Canta o Sabiá")
- Marisa Orth - Monalisa (Musa da Lua) (episódio "Bye, Bye, Big Bad Boys")
- Rosi Campos - Enfermeira Frida (episódio "A mosca e o zumbi")
- Petê Marchetti - Monalisa (episódios "Hello, Monalisa" e "Onde Canta o Sabiá")
- Norival Rizzo - Treinador (episódio "Silva e Silva Super Star")
- Renato Dobal - Blixto (Personagem de videogame inspirado no Mario) (episódio "Muito prazer, Blixto")
- Luiz Henrique - Servo Real (episódio "O Dono do Mundo da Lua")
- Rubens Corrêa - Andarilho (episódio "A Guerra do Quarto")
- Carlos Capelleti - Cobrador (episódio "A Pensão do Tio Dudu")
- Raul Barreto - Comprador (episódio "A Pensão do Tio Dudu")
- Norma Geraldy - Dona Júlia (episódio "Pau Brasil")
- Rogério Trindade - Xandão (episódio "Felizes para sempre")
- Caio Blat, Christian Lima, José Augusto Medeiros e Pedro Matheus Busko - Big Bad Boys
- Theodoro Haar de Souza - Eduardo Silva e Silva
- Celso Miranda - Narrador da corrida de Fórmula Y (episódio "O Ás do Volante")
- Luís Alberto Volpe - Comentarista da corrida de Fórmula Y (episódio "O Ás do Volante")
- Helvídio Mattos - Repórter da corrida de Fórmula Y (episódio "O Ás do Volante")
- Carlos "Cacá" Fernando - Narrador do jogo Brasil x Gormânia (episódio "Brasil Tetracampeão")
- José Góes - Comentarista do jogo Brasil x Gormânia e apresentador do Grandes Momentos do Esporte (episódio "Brasil Tetracampeão")
- Lia Benthien - Repórter do jogo Brasil x Gormânia (episódio "Brasil Tetracampeão")
- Rivellino - Comentarista do Grandes Momentos do Esporte (episódio "Brasil Tetracampeão")
- Emerson Leão - Comentarista do Grandes Momentos do Esporte (episódio "Brasil Tetracampeão")

## Spin-off
Mundo da Lua gerou uma pequena continuação (spin-off) de nome, Lucas e Juquinha em Perigo! Perigo! Perigo!, com roteiros do próprio Flávio de Souza e direção de Cao Hamburger, e feita para ir ao ar antes do Castelo Rá-Tim-Bum. Foram apenas 5 episódios de 5 minutos cada, que contavam como Lucas ajudava um primo mais novo nos perigos que toda casa tem, como remédios, tomadas e fogo.

### Revival
Em dezembro de 2023, a TV Cultura anunciou que produziria em 2024 novas versões de alguns clássicos de sucesso como parte das comemorações dos 55 anos de seu relançamento. Entre as novidades, estavam Cocoricó, Castelo Rá-Tim-Bum e Mundo da Lua.
Na nova fase, Marcelo Serrado assume o papel do protagonista Lucas Silva e Silva, enquanto que Antônio Fagundes reprisa o papel de Rogério Silva, tendo agora a presença ampliada em comparação a 1991, quando chegou a ter sua participação reduzida por conflitos de agenda em decorrência das gravações de O Dono do Mundo na TV Globo. O foco nessa série passa a ser na filha de Lucas. O seriado deve ter duas temporadas de 12 episódios cada, com previsão de estreia para 2025.

## Prêmios
- Ganhou em 1991 o Troféu APCA de Melhor Programa Infantil